# Agonoize
Agonoize is een Duitse aggrotechband, die in 2002 door Mike Johnson en Olliver Senger opgericht is. Nadat Chris L. als frontman bij de band kwam, is de band compleet.
Het eerste album kwam uit in 2004 Assimilation: Chapter One. Het eerste liveconcert gaf de band op het Dark City Festival in Edinburgh in april 2004. In 2008 hebben ze op het M'era luna Festival in Hildesheim (Duitsland) optreden.

## Bezetting
- Chris L.: zang en schrijver van teksten
- Mike Johnson: synthesizer
- Olliver Senger: synthesizer

## Discografie
- 2003 – Paranoid Destruction (ep)
- 2004 – Assimilation: Chapter One
- 2004 – Open the Gate/to Paradise (ep)
- 2004 – Paranoid Destruction (ep)
- 2005 – Evil gets an Upgrade
- 2005 – 999
- 2006 – Assimilation: Chapter Two
- 2006 – Ultraviolent Six (ep, gelimiteerd op 1000 stuks)
- 2007 – Sieben
- 2008 – For The Sick And Disturbed (ep)
- 2009 – Bis Das Blut Gefriert (ep)
- 2009 – Hexakosioihexekontahexa

## Remixes
- 2003
  - Infekktion – Try To Believe
- 2004
  - Schattenschlag – Nekromantik
  - Beta – Darkness (Agonoize Remix)
  - Dunkelwerk – Die Sechste Armee
- 2005
  - Suicide Commando – Menschenfresser
  - Grendel – Soilbleed
- 2006
  - Distorted Reality – Never Change
  - Dioxyde – Invasive Therapy
- 2007
  - Suicide Commando – Hellraiser
- 2009
  - Oomph! – Labyrinth (Agonoize Remix)